# Epidendrum erythrostigma
Epidendrum erythrostigma är en orkidéart som beskrevs av Eric Hágsater. Epidendrum erythrostigma ingår i släktet Epidendrum och familjen orkidéer. Inga underarter finns listade i Catalogue of Life.